# Maxim Vengerov
Maxim Vengerov (rus: Максим Александрович Венгеров)  (Novossibirsk i Txeliàbinsk, 20 d'agost de 1974) és un rus-israelià i professor de violí de l'Ordre d'Holland Merit, que viu a Alemanya.

## Biografia
Vengerov era fill únic d'Aleksandr i Larisa Borisovna, oboísta i directora del cor infantil de l'orfenat respectivament, i és jueu. Va cantar al cor de la seva mare des dels tres anys. Va començar a estudiar violí als cinc anys amb Galina Turchaninova. En conèixer-lo, li va preguntar: "Tens força en aquestes mans?" El nen de cinc anys li va donar un cop de puny a l'estómac tan fort com va poder. Va dir anys més tard:
| « | "Afortunadament, aquell dia estava de bon humor i em va acceptar com a estudiant". | » |

Les lliçons van anar malament al principi. Turchaninova era molt estricte. En un moment donat, Vengerov es va negar tossudament a jugar amb ella durant cinc lliçons consecutives. Li va dir a la seva mare que l'estava acomiadant com a estudiant. La seva mare va començar a plorar, i en veure-ho, Vengerov va agafar el violí i va tocar de memòria 17 peces assignades sense interrupció. Tot i que s'havia negat a tocar a les seves lliçons, havia estat practicant. Turchaninova va acceptar continuar les seves lliçons, dient:
| « | "Molt bé. Un violinista com Maxim neix només una vegada cada cent anys". | » |

Als 10 anys, Vengerov va guanyar el Concurs Internacional de Violinistes Karol Lipiński i Henryk Wieniawski de 1984 a Lublin, Polònia. També aquell any, va gravar amb el segell rus Melodiya, en LP estèreo. Als 11 anys, com a part del concert inaugural del Concurs Txaikovski, va tornar a gravar en LP, però digital. Després va anar a Londres, on va gravar el seu primer CD, per a Biddulph Records.
Durant els cinc anys següents, Vengerov va estudiar amb Zakhar Bron, que el 1987 va deixar la Unió Soviètica per ensenyar a la Royal Academy of Music de Londres. Quan Bron es va traslladar a la "Musikhochschule Lübeck" a Alemanya, Vengerov el va seguir. El 1990, Vengerov va guanyar el Concurs Internacional Carl Flesch, que va portar a un contracte de gravació amb Teldec i el llançament de la seva carrera internacional.

Vengerov es va traslladar a Israel amb els seus pares i la seva àvia el 1990, quan tenia 16 anys. Allà, va estudiar a l'Acadèmia de Música i Dansa de Jerusalem. Ha dit que Israel "és als meus gens" i que el seu "cor i ànima pertanyen a Israel". Va a Israel sempre que està experimentant un conflicte, dient:
| « | "Sento que sóc un soldat amb el meu rifle, amb el meu violí i arc. Aquesta tradició és dels meus predecessors. Isaac Stern solia fer el mateix." | » |

El 2006, Vengerov va fundar una escola de música al nord d'Israel, "Musicians of Tomorrow", dirigida per un antic primer violinista de la Filharmònica d'Israel. Té una casa a Migdal, Israel, prop del llac Kinneret. També ha tocat en diversos esdeveniments commemoratius de l'Holocaust.
El 1997, Vengerov es va convertir en el primer músic clàssic a ser nomenat ambaixador internacional de bona voluntat per UNICEF, actuant per a nens a Uganda, Tailàndia i Kosovo. Playing by Heart, una producció de televisió nord-americana de la NBC sobre les trobades de Vengerov amb joves músics durant les seves classes magistrals, es va projectar al Festival de Cinema de Canes de 1999. Més tard va fer un curs de dos anys de pràctica i repertori de violí barroc. El 2005, es va lesionar l'espatlla dreta en un accident d'aixecament de peses, i mentre es recuperava, va desenvolupar el seu interès i habilitat en la direcció. Va ser operat a l'espatlla i un any de rehabilitació.
El 2010, Vengerov va ser nomenat primer director en cap de l'Orquestra de Gstaad del Festival Menuhin. Va continuar els seus estudis de direcció amb Iuri Ivànovitx Simonov i es va graduar amb un diploma d'excel·lència a l'Institut Pedagògic Musical Estatal Ippolitov-Ivanov el 2014. Després, Vengerov es va matricular en un programa de dos anys més de direcció d'òpera. El seu treball amb compositors contemporanis inclou l'estrena del concert per a violí de Qigang Chen La Joie de la souffrance.
Durant el 2019-20, Vengerov va ser artista en residència amb l'Orquestra Simfònica de l'Estat Armènia. És ambaixador i professor visitant a la "Menuhin Music Academy" de Suïssa (IMMA) i Polonsky Professor Visitant de violí al Royal College of Music de Londres. A part de la docència, Vengerov també ha format part de nombrosos jurats de competició, com ara el Concurs de direcció Donatella Flick, el Concurs internacional Yehudi Menuhin per a joves violinistes i també com a president del Concurs de violí Henryk Wieniawski el 2011 i el 2016. El 2013, va dirigir el finals del Concurs Internacional de Violí de Montreal.

## Premis i honors
Premis
- 1984: guanyador del Concurs Internacional de Joves Violinistes Karol Lipiński i Henryk Wieniawski
- 1990: guanyador del Concurs Internacional Carl Flesch, Londres
- 1994, 1995: dos Premis Gramophone Classical Music Awards
- 1995, 1996, 1998, 2003, 2004: cinc Premis Edison de Música Clàssica
- 1997, 2003: dos Premi Echo Music]
- 2003: Premi Grammy a la millor interpretació de solista(s) instrumental (amb orquestra)
- 2004: Classic Brit Awards
- 2007: Fòrum Econòmic Mundial Crystal Award ("premi anual per a artistes destacats el lideratge dels quals ha inspirat un canvi inclusiu i sostenible")

Beques i honors
- Reial Acadèmia de Música [aclariment necessari]
- Beca de visita d'honor al Trinity College, Oxford
- Comandes
- Ordre Nacional del Mèrit de Romania
- Ordre del Mèrit del Sarre
- 2019: Orde del Mèrit Cultural (Mònaco) (Cavaller)

Instrument
Vengerov interpreta al violí Stradivarius de finals del període de 1727 "ex-Kreutzer", fet just després del "Període daurat" dels violins Stradivarius i anteriorment propietat de Rodolphe Kreutzer, a qui es va dedicar la 9a Sonata per a violí de Beethoven. L'1 d'abril de 1998, Vengerov va comprar el violí a la casa de subhastes Christie's amb l'ajuda de la patrona comteess Yoko Nagae Ceschina japonesa i el comerciant de violins Haim Lazarov, per £ 947.500.

## Vida personal
El 2011, Vengerov es va casar amb Olga Gringolts, germana de la violinista Ilya Gringolts i historiadora de l'art. La parella té dues filles i un fill. La família resideix a Mònaco.